# Liste der Monuments historiques in Hermé
Die Liste der Monuments historiques in Hermé führt die Monuments historiques in der französischen Gemeinde Hermé auf.

## Liste der Objekte
| Bezeichnung                                               | Beschreibung                       | Standort                               | Kennzeichnung | Schutzstatus | Datum | Bild |
| --------------------------------------------------------- | ---------------------------------- | -------------------------------------- | ------------- | ------------ | ----- | ---- |
| Prozessionskreuz (wurde am 18./19. August 1995 gestohlen) | Silber, vergoldet, 13. Jahrhundert | in der Kirche St-Pierre-St-Paul (Lage) | PM77000813    | Classé       | 1902  |      |